# Faunia
Faunia is de dierentuin van de Spaanse hoofdstad Madrid. De dierentuin heeft een oppervlakte van 14 hectare en is opgedeeld in verschillende themagebieden die een bepaald ecosysteem of diergroep vertegenwoordigen.
Faunia werd op 10 juli 2001 geopend onder de naam "Parque Biológico de Madrid", In 2002 werd het dierenpark hernoemd tot "Faunia".
Tot de themagebieden van Faunia behoren een regenwoudgebouw (Jungla), een nachtdierenhuis (Sombras Silenciosas), een gebouw voor pinguïns (Ecosistema de los Polos), een gebouw voor giftige dieren (Veneno) en een Afrikaans bosgebied voor maki's en vogels.
Sinds 2015 is Faunia volledig in handen van Parques Reunidos.

## Fokprogramma's
Het park neemt deel aan meerdere internationale fokprogramma's en coördineert en beheert het EEP-stamboek voor de witgezichtoeistiti.